# Луцій Марій Максим Перпетв Авреліан
Луцій Марій Максим Перпетв Авреліан (лат. Lucius Marius Maximus Perpetuus Aurelianus, 160 —230) — державний, військовий діяч, історик Римської імперії, двічі консул 199 та 223 років.

## Біографія
Походив зі стану вершників. Його родина походила з Африки. Батько Луцій Перперв був імператорським прокуратором у провінціях Лугдунська Галлія та Аквітанія. Наприкінці життя отримав сенаторське звання. Військову кар'єру Луцій Авреліан розпочав за імператора Марка Аврелія. Спочатку був заступником легата (tribunus laticlavius) XXII легіону Фортуни Першонародженої. З 178 до 180 року обіймав ту саму посаду у III Італійському легіоні. Після цього був призначений на посаду quattuorviri viarum curandarum — відповідального за дороги поза стінами Риму.
У 182 році призначений імператором Коммодом міським квестором. Незабаром став сенатором та претором. У 190 році призначений куратором віа Латина, а наступного року державним куратором Фавенти. У 193 році імператор Септимій Север призначив Авреліана легатом I Італійського легіону у провінції Нижня Мезія. На його чолі Луцій Марій брав участь у війні проти узурпатора Песценнія Нігера. У 193–196 роках був військовим губернатором (dux exercitus) Мезії та Візантії.
У 197 році став військовим губернатором Лугдуна. Брав участь у війні проти Клодія Альбіна. За свої успіхи призначений імператорським легатом—пропретором провінції Белгіка. 199 року призначений консулом-суффектом. У 200 році отримав посаду імператорського легата—пропретора провінції Нижня Германія. У 205–208 роках керував провінцією Келесирією як імператорський легат—пропретор.
За імператора Каракали у 213–215 роках був проконсулом провінції Африка, а з 215 до 217 року — провінції Азія. Після загибелі Каракали Дуцій Авреліан не втратив свого становища — Макрін призначив його у 218 році префектом Риму. На цій посаді Марій Максим був до 219 року. На час правління Геліогабала відійшов від державних справ, але повернувся за імператора Александра Севера. У 223 році призначений консулом, разом із Луцієм Росцієм Еліаном Пакулом Салвієм Юліаном. Слід за цим остаточно відійшов від справ займаючись літературною діяльність. Помер у Римі в 230 році.

## Родина
- Луцій Марій Максим, консул 232 року

## Творчість
Є автором латиномовного історичного твору «Цезарі», який продовжував працю Светонія «Життя дванадцяти цезарів». Вона охоплює біографії імператорів від Нерви до Геліогабала. Слугувала джерелом для твору анонімного автора «Історія Августів». Представлені біографії вельми розтягнуті, але не позбавлені правдивості. Праця Марія Максима не збереглася до нашого часу і відома лише за цитатами. Значну частину приділяв скандальним випадкам з життя володарів імперії та їхнього оточення.